# Aleksandr Tarásov-Rodiónov
Aleksandr Ignátievich Tarásov-Rodiónov (ruso: Алекса́ндр Игна́тьевич Тара́сов-Родио́нов; 7 de octubre de 1885 - 3 de septiembre de 1938) fue un escritor ruso de la época soviética.

## Biografía
Aleksandr nació en Kazán, donde su padre era aparejador. Estudió derecho en la Universidad de Kazán. En 1905 se unió al partido Bolchevique. Es reclutado en 1914 al comienzo de la Primera Guerra Mundial, y se convierte en oficial. Participó en la Revolución Rusa de 1917 como bolchevique. Posteriormente trabajó como magistrado y estuvo implicado en la creación de las organizaciones literarias Kuznitsa (La fragua) y RAPP.
Empezó a escribir después de la Guerra Civil Rusa. Sus escritos fueron impresos en revistas proletarias como Octubre y Joven Guardia. Su novela titulada Chocolate (1922), traducida al inglés, fue utilizada en su contra después de su arresto en 1937. Un gran número de sus otros trabajos, incluyendo Hierba y Sangre (1924) y su trilogía autobiográfica inacabada Pasos Pesados (comenzada en 1927) fue considerada ideológicamente incorrecta, al igual que Chocolate. Al ser arrestado fue acusado de Trotskismo. Fue ejecutado en 1938 en Kommunarka. Posteriormente, su figura se rehabilitó en 1952.
Debe mencionarse que Schokolade, la traducción alemana de la novela Chocolate, fue prohibida y quemada por los nazis durante la quema sistemática de libros en 1933.

## Traducciones inglesas
- Chocolate, from Fifty Years of Russian Prose, M.I.T Press, 1971.